# تلقيط

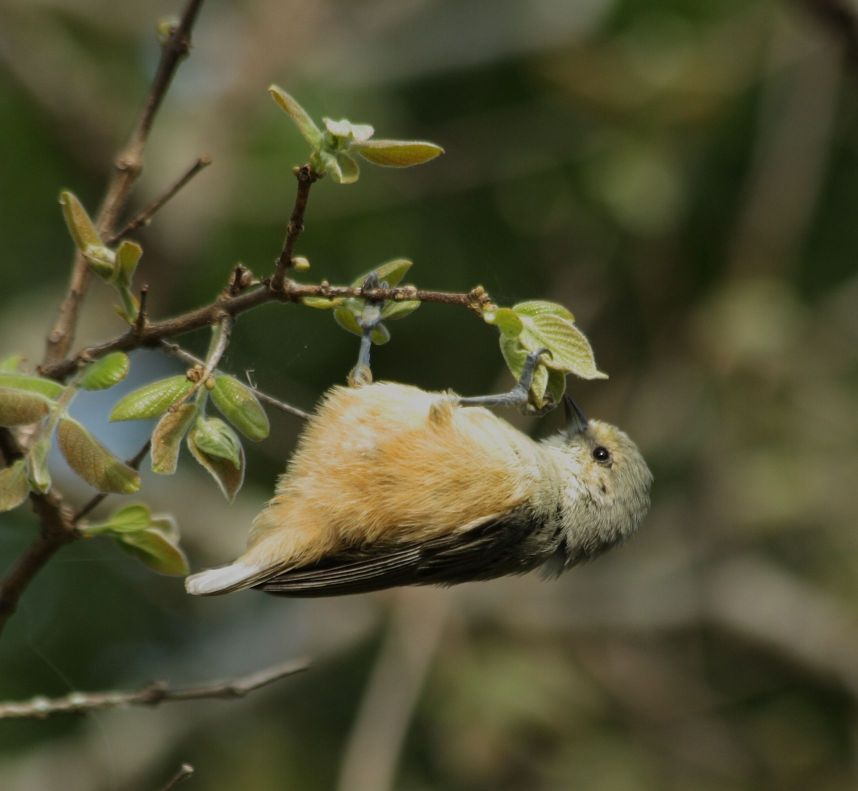
رميزية رمادية متعلقة بنهاية جذع شجرة وتتغذّى عن طريق التلقيط.

التلقيط هي إستراتيجية تغذية تنتهجها الطيور التي تصطاد فرائس لافقارية، خصوصاً مفصليات الأرجل، وذلك عبر نتفها فوق أوراق الشجر أو على سطح الأرض، أو في شقوق الصخور أو التي توجد تحت المنازل، أو حتى، في حالة الحشرات الصغيرة كالقمل، فوق الحيوانات التي توجد بها. يُعتبر هذا السلوك متناقضاً مع سلوك مطاردة الحشرات الطائرة في الهواء أو الحشرات الأرضية مثل النمل. لا يمكن للطيور عمل التلقيط على البذور أو الفاكهة.
التلقيط هي إستراتيجية تغذية مشتركة بين عدة أنواع من الطيور، وتشمل خازنات البندق والقراقيف والنمنمات والفرناريات وصائدات ذباب العالم القديم وهوازج العالم الجديد وهوازج العالم القديم، وبعض الطيور الصادحة والطنانة والوقواقية. تنتهج العديد من الطيور إستراتيجيات تغذية متعددة، اعتماداً على توفر مصادر مختلفة للطعام وأهميتها.